# Snake River (Nortonsund)
Der Snake River (englisch für „Schlangenfluss“) ist ein etwa 50 Kilometer langer Zufluss des Nortonsunds im äußersten Westen des US-Bundesstaats Alaska. 

## Verlauf
Der Snake River entsteht am Zusammenfluss von North Fork Snake River und Goldbottom Creek im Südwesten der Seward-Halbinsel, 22 Kilometer nördlich von Nome. Er fließt in südlicher Richtung und wendet sich erst in der Küstenebene nach Osten. Nach weiteren 7,5 Kilometern mündet er bei Nome in den Nortonsund. Der Fluss weist zahlreiche Flussschlingen auf. Dieser Umstand war namensgebend für den Fluss. An der Flussmündung befindet sich der Hafen von Nome.
Der Fluss entwässert ein Areal von rund 340 km². Der mittlere Abfluss 20 km oberhalb der Mündung an der Brücke des Bob Blodgett Highway liegt bei 5,3 m³/s. Die höchsten Abflüsse treten gewöhnlich im Juni während der Schneeschmelze auf.

## Quellflüsse
Der North Fork Snake River ist der 10,4 km lange rechte Quellfluss des Snake River. Er entspringt auf einer Höhe von etwa 300 m an der Nordostflanke des 684 m hohen Crater Mountain. Er fließt in südöstlicher Richtung, bis er auf den Goldbottom Creek trifft.
Der Goldbottom Creek ist der 12,7 km lange linke Quellfluss des Snake River. Er entspringt an der Westflanke des 655 m hohen Mount Distin auf einer Höhe von 180 m. Er fließt anfangs nach Südosten, später nach Süden. 